# WWE歐洲冠軍
WWE歐洲冠軍（英語：WWE European Championship），是隸屬於世界摔角娛樂的前身，也就是當時的世界摔角聯盟（WWF）的一冠軍項目。WWE歐洲冠軍於1997年成立，於2002年7月22日退役。